# Jad Mordechaj
Jad Mordechaj (hebr. יד מרדכי; pol. Pamięć Mordechaja) – kibuc położony w samorządzie regionu Chof Aszkelon, w Dystrykcie Południowym, w Izraelu. Członek Ruchu Kibuców (Ha-Tenu’a ha-Kibbucit).

## Położenie
Kibuc jest położony w południowej części równiny przy mieście Aszkelon na nadmorskiej równinie w północno-zachodniej części pustyni Negew. Na południe od kibucu znajduje się wadi rzeki Oblique.
W otoczeniu Jad Mordechaj znajdują się moszawy Netiw ha-Asara i Mawki’im, oraz kibuce Karmijja, Gewaram, Or ha-Ner i Erez.

## Historia

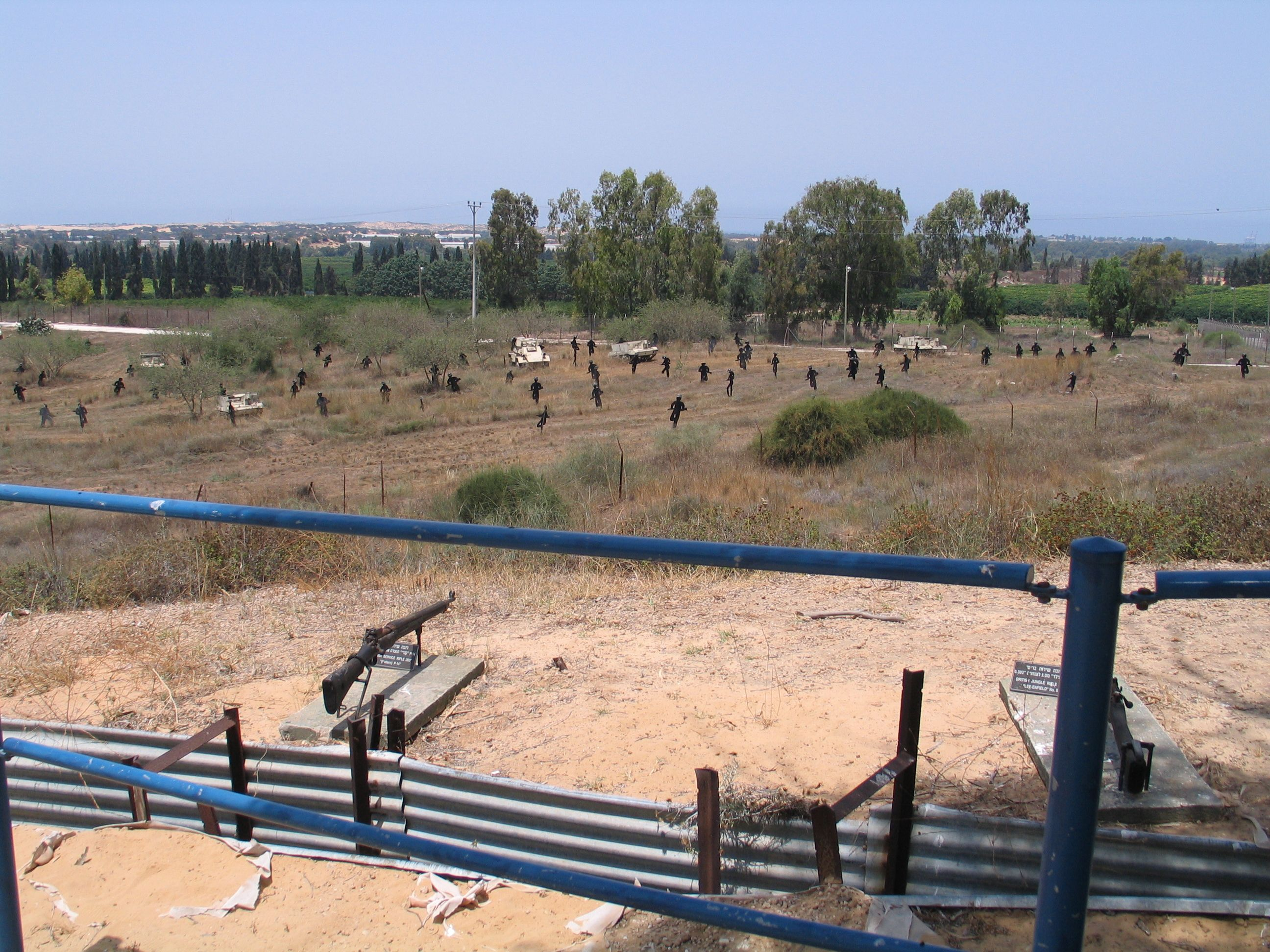
Odtworzone pole bitwy o Jad Mordechaj

Grupa założycielska kibucu składała się z żydowskich imigrantów z Polski. Byli to w większości członkowie organizacji młodzieżowej Ha-Szomer Ha-Cair, którzy przybyli oni do Mandatu Palestyny w latach 1933-1936. Po przejściu szkolenia, w 1936 założyli kibuc Mitzpe Yam położony przy mieście Netanja. Powierzchnia przydzielona kibucowi była bardzo mała i wynosiła 14 ha. Nie pozwalała ona na swobodny rozwój osady, umożliwiła jednak rozpoczęcie upraw warzyw i założenie pasieki. Mieszkańcy kibucu pracowali w okolicznych sadach owocowych, przy budowie dróg i w różnych miejscach pracy w Netanji. W 1943 grupa założycielska otrzymała propozycję założenia nowego kibucu, który miał się znajdować w odległości około 10 km na południe od miasta Aszkelon. Pod jego założenie przeznaczono dużo większą powierzchnię ziemi, co było dużą zachętą dla osadników.
W grudniu 1943 założony został kibuc Jad Mordechaj, nazwany na cześć Mordechaja Anielewicza, bohatera powstania w getcie warszawskim. Podczas wojny o niepodległość w dniu 19 maja 1948 kibuc został zaatakowany przez kolumnę wojsk egipskich. Doszło wówczas do bitwy o Jad Mordechaj, podczas której garstka obrońców przez sześć dni powstrzymywała przeważające siły egipskie wspierane przez artylerię, czołgi i lotnictwo. Czas ten był niezwykle ważny dla żydowskiego państwa, ponieważ umożliwił przygotowanie obrony Tel Awiwu. Wczesnym rankiem 24 maja obrońcy wycofali się do pobliskiego kibucu Gewaram. Straty po stronie żydowskiej wyniosły 26 zabitych i 49 rannych. Natomiast Egipcjanie stracili około 300-400 zabitych i rannych. Kibuc został całkowicie zniszczony. Siły Obronne Izraela odbiły kibuc 5 listopada 1948. Po wojnie został on odbudowany przez grupę imigrantów z Bułgarii i Urugwaju.
Wybuch intifady Al-Aksa w 2000 przyniósł początek ostrzału rakietami Kassam. Okoliczne uprawy rolnicze i sady znajdują się w nieustannym zagrożeniu zniszczeniem przez ostrzał rakietowy lub moździerzowy z pobliskiej Strefy Gazy.

## Demografia
Liczba mieszkańców Jad Mordechaj:

## Edukacja

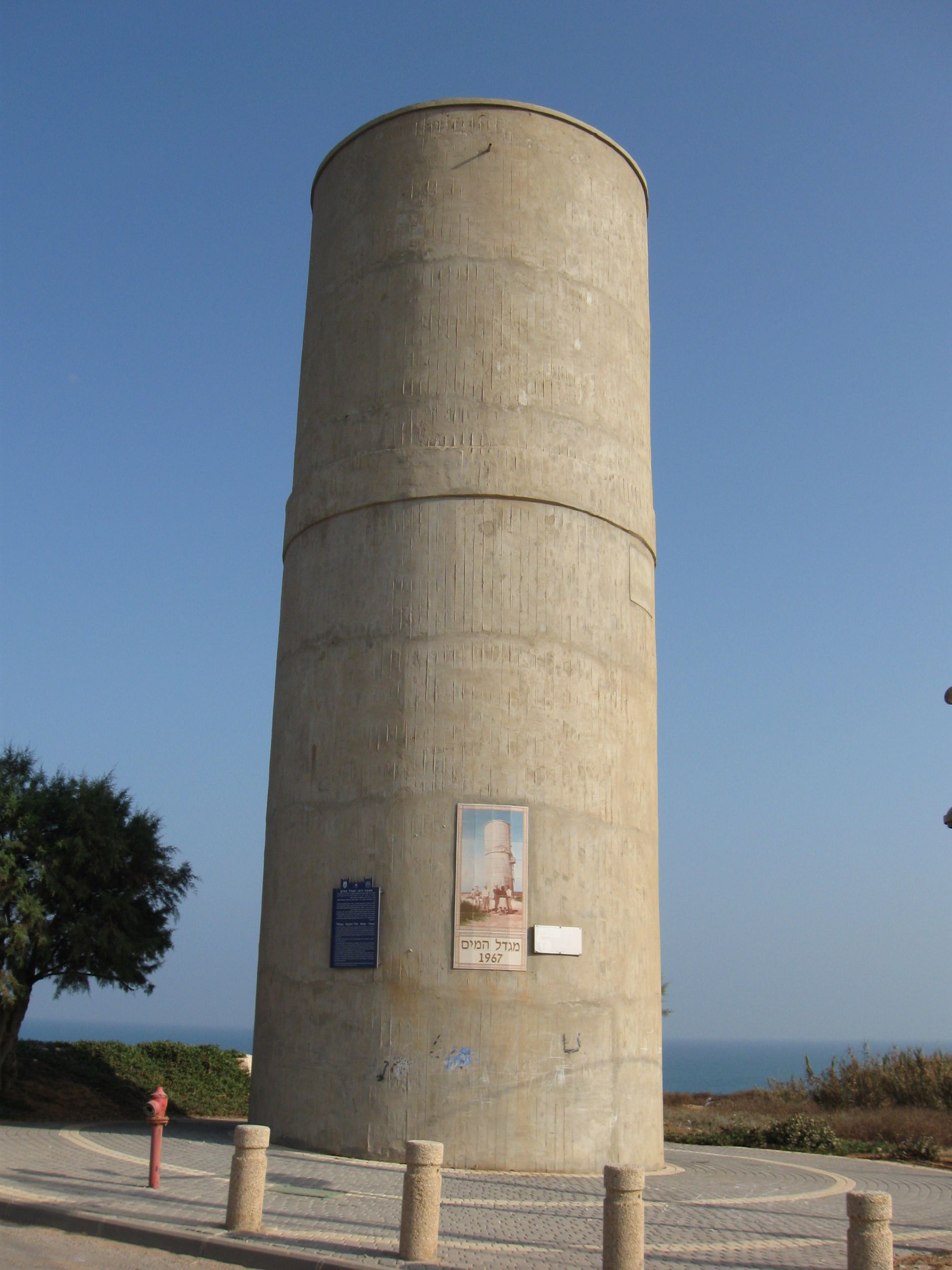
Odbudowana wieża ciśnieniowa w kibucu Jad Mordechaj

W kibucu znajduje się regionalna szkoła podstawowa Hofim, oraz roczna szkoła kibucowa.

## Kultura i sport
W kibucu znajdują się dwa muzea:

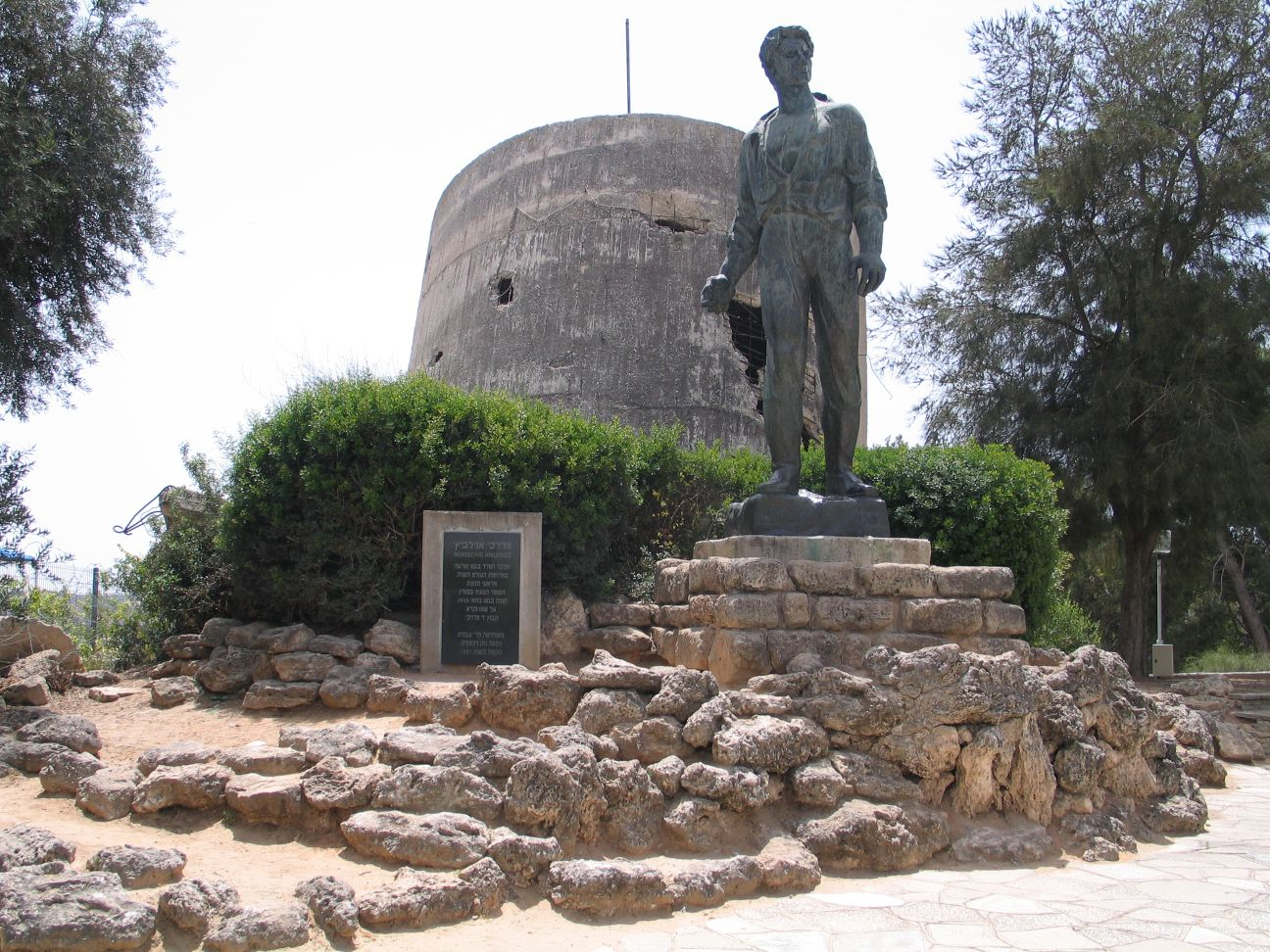
Pomnik Mordechaja Anielewicza w kibucu Jad Mordechaj

- Muzeum Zagłady i Odrodzenia zostało otworzone w 1968. Upamiętnia ono dwa najważniejsze wydarzenia ze współczesnej historii Żydów: Holocaust i odrodzenie państwa Izrael. Dział poświęcony Holocaustowi kładzie szczególny nacisk na historię getta warszawskiego i historię życia Mordechaja Anielewicza. Natomiast dział poświęcony odrodzeniu koncentruje się na Wojnie o niepodległość i bitwę o kibuc Jad Mordechaj. W 1965 stworzono tutaj unikalną makietę, odtwarzającą pole bitwy z 1948. Na szczycie pobliskiego wzgórza przy wieży ciśnień zniszczonej podczas walk w Wojnie o niepodległość, znajduje się wystawiony w 1951 pomnik Mordechaja Anielewicza z granatem w ręku. Gigantyczny pomnik jest dziełem rzeźbiarza Natana Rapoporta[6].
- Drugim muzeum jest Muzeum Pszczół.

W kibucu znajduje się ośrodek kultury i sportu. Jest tutaj boisko do piłki nożnej oraz basen kąpielowy.

## Gospodarka
Gospodarka kibucu opiera się intensywnym rolnictwie, hodowli drobiu, produkcji nabiału, sadownictwie i turystyce.
Swoją siedzibę ma tutaj przedsiębiorstwo Yad-Mordechai Strauss Apiary Ltd., które jest największym dostawcą produktów z miodu w Izraelu. Produkuje ono 66% krajowego miodu. Firma Yad Mordechai Enterpreneneur produkuje części wyposażenia rolniczego, natomiast firma Eldar produkuje silniki elektryczne.

## Komunikacja
Z kibucu w kierunku wschodnim wychodzi lokalna droga, która dociera do drogi ekspresowej nr 4  (Erez–Kefar Rosz ha-Nikra). Około 100 metrów na północny wschód od tego miejsca jest skrzyżowanie drogi ekspresowej nr 4 z drogą ekspresową nr 34  (Jad Mordechaj-Netiwot).